# Aviatik B.III
El Aviatik B.III fue un avión de reconocimiento construido en Austria-Hungría durante la Primera Guerra Mundial. 

## Diseño y desarrollo
La subsidiaria austro-húngara de Aviatik había construido el B.II de diseño alemán, y desarrolló este diseño instalando un motor más potente y armamento, en la forma de una ametralladora defensiva y soportes para bombas. Por lo demás, era similar a los B.II de construcción austro-húngara, incorporando las revisiones que se habían realizado localmente al diseño original. Estaban obsoletos y fuera de servicio a finales de 1916.

## Operadores
Imperio austrohúngaro
- Luftfahrtruppen

## Especificaciones

### Características generales
- Tripulación: Dos (piloto y observador/artillero)
- Longitud: 7,1 m (23,3 ft)
- Envergadura: 12,4 m (40,5 ft)
- Altura: 3,2 m (10,3 ft)
- Planta motriz: 1× motor lineal Austro-Daimler.
  - Potencia: 120 kW (165 HP; 163 CV)

### Armamento
- Ametralladoras: 

  - 1x Schwarzlose MG M.07/12 de 8 mm orientable para el observador
- Bombas: 

  - Varias de 10 kg